# Romesh Sharma
Romesh Sharma (Gurdaspur, 27 luglio 1947) è un attore e regista indiano.

## Filmografia

### Attore

#### Cinema
- Siddhartha, regia di Conrad Rooks (1972)
- Doosri Sita, regia di Gogi Anand (1974)
- Parinay, regia di Kantilal Rathod (1974)
- Alingan, regia di C.L. Dheer (1974)
- Sunehra Sansar, regia di Adurthi Subba Rao (1975)
- Fauji, regia di Joginder Shelly (1976)
- Sajjo Rani, regia di Govind Saraiya (1976)
- Koi Jeeta Koi Haara, regia di Samir Ganguly (1976)
- Aaj Ka Ye Ghar, regia di Surendra Shailaj (1976)
- Nachdi Jawani, regia di C.R. Trivedi (1977)
- Yehi Hai Zindagi, regia di K.S. Sethumadhavan (1977)
- Chhota Baap, regia di Shantilal Soni (1977)
- Kaala Patthar, regia di Yash Chopra (1979)
- The Burning Train, regia di Ravi Chopra (1980)
- Teen Ekkey, regia di Joginder Shelly (1980)
- Kanku Ni Kimat (1983)
- Chatpati, regia di V. Ravindra (1983)
- Lal Chunariyaa, regia di Sudarshan Lal (1983)
- Mera Dharam, regia di Bapu (1986)
- Diljalaa, regia di Bapu (1987)
- Hum, regia di Mukul Anand (1991)
- Suhaag, regia di Sandesh Kohli (1994)
- Shararat, regia di Gurudev Bhalla (2002)

#### Televisione
- In Which Annie Gives It Those Ones, regia di Pradip Krishen (1989)

#### Serie TV
- Ajnabi (1994)

### Regista

#### Cinema
- Flat No. 9 (1961)
- New Delhi Times (1986)

### Regista, sceneggiatore e attore

#### Cinema
- Dil Jo Bhi Kahey... (2005)